# コンエアー (企業)
コンエアー (Conair)は、家電機器やトイレタリー、健康・美容器具を業務用および一般向けに販売する多国籍企業である。1959年の創立以来、10の製品部門がある。日本法人はコンエアージャパン合同会社（Conair Japan G.K.）。

## ブランド
以下のブランド部門がある。

### トイレタリー
- Conair Home
- Interplak
- Travel Smart by Conair
- Allegro

### ヘアーグッズ
- Scünci

### 事業者向け
- Rusk
- BaBylissPRO
- Satin Smooth
- One 'n Only
- ConairPRO Pet

### コンエアーによる家電製品
- Conair
- Hair care appliances for all brands

### 子会社
- Cuisinart
- Waring

### 廃止
- Pollenex - 2013年にConair Homeに商標変更

### 国際事業
- ベビリス
- Tools of Sassoon